# Onésimo Cepeda Silva
Onésimo Cepeda Silva (Città del Messico, 25 marzo 1937 – Città del Messico, 31 gennaio 2022) è stato un vescovo cattolico messicano.

## Biografia
Onésimo Cepeda Silva nacque a Città del Messico il 25 marzo 1937.

### Formazione e ministero sacerdotale
Studiò giurisprudenza all'Università nazionale autonoma del Messico a Città del Messico dal 1956 al 1960 e conseguì la laurea con una tesi intitolata El Estado y la aviación civil. Proseguì gli studi di filosofia nel seminario dell'Istituto di Santa Maria di Guadalupe per le missioni estere dal 1961 al 1964 e di teologia all'Università di Friburgo dal 1966 al 1970 ottenendo la licenza in teologia.
Inizialmente lavorò come banchiere e agente di cambio e fu il più giovane direttore generale di private banking del Messico. Nel 1964 incontrò l'imprenditore Carlos Slim Helú e insieme fondarono Inversora Bursátil, S.A. de C.V., Casa de Bolsa, poi divenuta Inbursa Financiero. Cepeda lavorò anche con Roberto Hernández Ramírez, amministratore delegato di Grupo Financiero Banamex e successivamente membro del consiglio di Banamex Citigroup, di Ingenieros Civiles Asociados (ICA) e di Televisa, tra le altre società.
Il 28 ottobre 1970 fu ordinato presbitero per la diocesi di Cuernavaca da monsignor Sergio Méndez Arceo. In seguito fu vicario cooperatore a Huitzilac dal 1970; incaricato delle relazioni ufficiali tra Chiesa e Stato dal 1971 al 1975; parroco di Sant'Antonio e Santa Maria dal 1972; economo diocesano dal 1976 al 1978; parroco di Santa Caterina dal 1976 al 1995; membro dell'équipe pastorale nazionale del Rinnovamento nello Spirito Santo dal 1978; assistente ecclesiastico nazionale dello stesso dal 1979 al 1992; segretario cancelliere della diocesi di Cuernavaca dal 1983 al 1987; direttore spirituale del seminario di Cuernavaca; vice-rettore del seminario conciliare "San Giuseppe" di Cuernavaca dal 1987; arciprete di Tlaltenango dal 1988 e fondatore e primo rettore del seminario conciliare maggiore "San Giuseppe" di Cuernavaca dal 1989.
Fu anche professore di teologia in diversi istituti, membro del collegio dei consultori e del consiglio presbiterale e presidente dello stesso dal 1973.
Svolse il servizio di predicatore del Rinnovamento nello Spirito Santo in America, Europa e Asia. Tra il 1985 e il 1986 registrò il programma di telepredicazione Luz de Jesús che venne trasmesso in 480 canali televisivi degli Stati Uniti d'America.
L'11 luglio 1994 papa Giovanni Paolo II lo nominò protonotario apostolico soprannumerario.

### Ministero episcopale
Il 28 giugno 1995 papa Giovanni Paolo II lo nominò primo vescovo della nuova diocesi di Ecatepec. Ricevette l'ordinazione episcopale il 12 agosto successivo di fronte alla cattedrale di San Cristoforo a Ecatepec de Morelos dall'arcivescovo Girolamo Prigione, nunzio apostolico in Messico, co-consacranti l'arcivescovo metropolita di Tlalnepantla Manuel Pérez-Gil y González e il vescovo di Cuernavaca Luis Reynoso Cervantes.
Monsignor Cepeda fu sotto i riflettori dei mezzi di comunicazione sin dall'inizio del suo episcopato grazie ai buoni rapporti con le principali figure economiche e politiche del paese. Oltre allo spagnolo, parlava inglese, francese, italiano e tedesco.
Nel settembre del 2005 compì la visita ad limina.
L'8 novembre 2010 fu accusato di frode e riciclaggio di denaro. Venne ritenuto responsabile di aver utilizzato una cambiale per ottenere 42 dipinti di artisti locali e stranieri che appartenevano a Olga Azcarraga, appartenente alla famiglia di imprenditori Azcarraga, morta nel 2003. Monsignor Cepeda affermò che i dipinti erano stati messi a disposizione per uso caritatevole attraverso una cambiale con lo scopo di utilizzarli per progetti che affrontavano la povertà, le malattie e il sostegno ai sacerdoti e ai seminaristi e ai giovani nelle aree rurali del Paese. Secondo la stampa, il retroscena delle accuse erano le controversie sull'eredità tra la famiglia Azcarraga. I dipinti di José Clemente Orozco, Diego Rivera, Rufino Tamayo, Frida Kahlo, Marc Chagall, Francisco de Goya e altri autori valevano 130 milioni di dollari. Cepeda cedette il governo della diocesi fino al chiarimento della vicenda al vicario generale Blas Flores Montes.
Il 7 maggio 2012 papa Benedetto XVI accettò la sua rinuncia al governo pastorale della diocesi per raggiunti limiti di età.
In occasione delle elezioni parlamentari del 2021, monsignor Cepeda tentò di candidarsi all'ufficio di deputato del collegio plurinominale del distretto locale 21 con capo a Ecatepec de Morelos, per il partito di recente creazione Forza per il Messico. La sua richiesta sollevò polemiche poiché monsignor Cepeda era ancora elencato come ministro del culto dalla Conferenza dell'episcopato messicano (CEM) nel Direttorio dei ministri del culto della Direzione generale degli affari religiosi del Ministero dell'Interno. Il presidente nazionale di Forza per il Messico, Gerardo Islas, precisò che non era ancora stato candidato, perché prima lui e i suoi collaboratori avrebbero dovuto fare un'analisi giuridica per sapere se potesse candidarsi o meno a cariche pubbliche, anche perché monsignor Cepeda si era già ritirato dalla guida della diocesi. Monsignor Cepeda, rinunciò alla sua candidatura all'inizio di aprile. In un'intervista a Milenio Televisión affermò che il nunzio apostolico lo aveva informato di non potersi candidare alle elezioni in quanto rischiava di "perdere l'episcopato". Decise di rinunciare, considerando che "essere sacerdote è molto più importante che essere deputato".
In seno alla Conferenza dell'episcopato messicano fu presidente della commissione per le comunicazioni sociali dal 1997 al 2000 e dal 2000 al 2003; membro del consiglio giuridico dal 2000 al 2003 e rappresentante supplente della provincia ecclesiastica di Tlalnepantla dal 2006 al 2009 e dal 2009 al 2012.
Già affetto da una malattia degenerativa, all'inizio di gennaio del 2022 venne ricoverato in un ospedale di Città del Messico per COVID-19. Morì alle 22:50 del 31 gennaio per complicazioni della malattia. La salma venne quindi cremata nel crematorio del Panteón Francés de la Piedad di Città del Messico. Le ceneri vennero quindi traslate nella cattedrale del Sacro Cuore a Ecatepec de Morelos. Dopo nove giorni di messe quotidiane in suffragio, le esequie solenni si tennero l'11 febbraio alle ore 12 nella cattedrale e furono presiedute da monsignor Óscar Roberto Domínguez Couttolenc, vescovo di Ecatepec. Al termine del rito le ceneri furono tumulate nella cappella della cripta dello stesso edificio.

## Opere
- El estado y la aviación civil, Città del Messico, 1961,  p. 82.
- con Carmen L. De Frausto, Amico di Dio, Roma, Rinnovamento nello Spirito Santo, 2000,  p. 266, ISBN 978-88-8386-000-3.
- Tutto può cambiare. Da Simone a Pietro da peccatore a santo, Roma, Rinnovamento nello Spirito Santo, 2000,  p. 191, ISBN 978-88-7878-026-2.
- con Marco Di Carlo ed Enrique Rocha, La historia sagrada: antiguo testamento, GOL International, 2009.
- con Marco Di Carlo ed Enrique Rocha, La historia sagrada: nuevo testamento, GOL International, 2009.
- con Marco Di Carlo ed Enrique Rocha, La vida de Jesucristo: nuevo testamento, GOL International, 2009.

## Genealogia episcopale
La genealogia episcopale è:
- Cardinale Scipione Rebiba
- Cardinale Giulio Antonio Santori
- Cardinale Girolamo Bernerio, O.P.
- Arcivescovo Galeazzo Sanvitale
- Cardinale Ludovico Ludovisi
- Cardinale Luigi Caetani
- Cardinale Ulderico Carpegna
- Cardinale Paluzzo Paluzzi Altieri degli Albertoni
- Papa Benedetto XIII
- Papa Benedetto XIV
- Papa Clemente XIII
- Cardinale Marcantonio Colonna
- Cardinale Giacinto Sigismondo Gerdil, B.
- Cardinale Giulio Maria della Somaglia
- Cardinale Carlo Odescalchi, S.I.
- Cardinale Costantino Patrizi Naro
- Cardinale Lucido Maria Parocchi
- Papa Pio X
- Cardinale Gaetano De Lai
- Cardinale Raffaele Carlo Rossi, O.C.D.
- Cardinale Amleto Giovanni Cicognani
- Arcivescovo Girolamo Prigione
- Vescovo Onésimo Cepeda Silva